# Lexi Weeks
Alexis „Lexi” Weeks (ur. 20 listopada 1996 w Jacksonville) – amerykańska lekkoatletka specjalizująca się w skoku o tyczce.
W 2016 reprezentowała Stany Zjednoczone na igrzyskach olimpijskich w Rio de Janeiro, podczas których zajęła 19. miejsce w eliminacjach i nie awansowała do finału.
Stawała na podium mistrzostw USA.
Złota medalistka czempionatu NCAA.
Skok o tyczce uprawia także jej siostra bliźniaczka, Tori.
Rekordy życiowe: stadion – 4,70 (10 lipca 2016, Eugene); hala – 4,66 (10 marca 2018, College Station).

## Osiągnięcia
| Rok  | Impreza              | Miejsce        | Pozycja           | Wynik |
| ---- | -------------------- | -------------- | ----------------- | ----- |
| 2016 | Igrzyska olimpijskie | Rio de Janeiro | el. – 19. miejsce | 4,45  |